# Російсько-українська транзитна війна
Російсько-українська транзитна війна — торговельно-економічне протистояння між Україною та Росією в частині вантажоперевезень, що триває з початку 2016 року. Складова масштабного військового, політичного і економічного протистояння між двома державами, зумовленого російською збройною агресією проти України 2014—2015 років.
Приводом до початку транзитної війни стало забезпечення економічної безпеки Російської Федерації в умовах підписання Україною угоди про асоціацію між Україною та Європейським Союзом, яка набула чинності 1 січня 2016 року.
Передумовою транзитної війни став указ Президента РФ від 16 грудня 2015 року про припинення дії Договору про зону вільної торгівлі з Україною та прийняте у відповідь рішення Кабінету міністрів України від 30 грудня 2015 про контрзаходи проти російського ембарго.
Транзитна війна була ініційована указом Президента РФ Володимира Путіна від 1 січня 2016 року № 1 «Про заходи щодо забезпечення економічної безпеки та національних інтересів Російської Федерації при здійсненні міжнародних транзитних перевезень вантажів з території України на територію Республіки Казахстан через територію Російської Федерації» та постановою Уряду РФ від 1 січня 2016 року № 1 «Про заходи щодо реалізації Указу Президента Російської Федерації від 1 січня 2016 року № 1».
Обсяг перевезень з України через територію Росії становив приблизно 80 тис. вантажівок на рік з товарообігом близько $2 млрд.
Станом на 4 січня 2016 року транзит товарів з України через територію РФ повністю заблокований.
Блокування транспортних перевезень через Росію створило лише тимчасові труднощі для українських експортерів: 14 січня 2016 Україна підписала протокол про встановлення конкурентоспроможних пільгових тарифів на вантажоперевезення Транскаспійським міжнародним транспортним маршрутом, який є частиною Нового шовкового шляху — транспортного коридору між Китаєм та Європою, що оминає Росію, і вже 15 січня започаткувала перевезення цим маршрутом.

## Блокування російських фур у лютому 2016
З 11 лютого 2016 року розпочалося блокування російських фур в Україні. Першопричиною стало ускладнення українських автоперевозок через РФ і накопичення російських фур в Україні через заборону транзиту російських фур через Польщу. Станом на 18 лютого блокування є спільним — Україна блокує російські фури, Росія (вже вчергове!) українські в РФ.

## Транспортні обмеження 2018
Передумовами до цього стала російська блокада Азовського моря, яка тривала понад 6 місяців та небезпечна спроба росіян від 15 серпня 2018 заблокувати також українські чорноморські торговельні шляхи.
16 серпня 2018 року Міністр інфраструктури України Володимир Омелян анонсував нові обмеження у транспортному сполученні з Росією. Ці обмеження будуть стосуватися не лише обмеження залізничного сполучення.